# 南港河
南港河，又名南港溪，位于中国海南省东方市南部的中沙乡、板桥镇，发源于尖峰岭北麓，向北转向西至南港独流入南海北部湾。
发源地尖峰岭为国家级自然保护区，保护中国现存纬度最低、垂直系统最完整、保护最完好的雨林。